# Auer-Formation

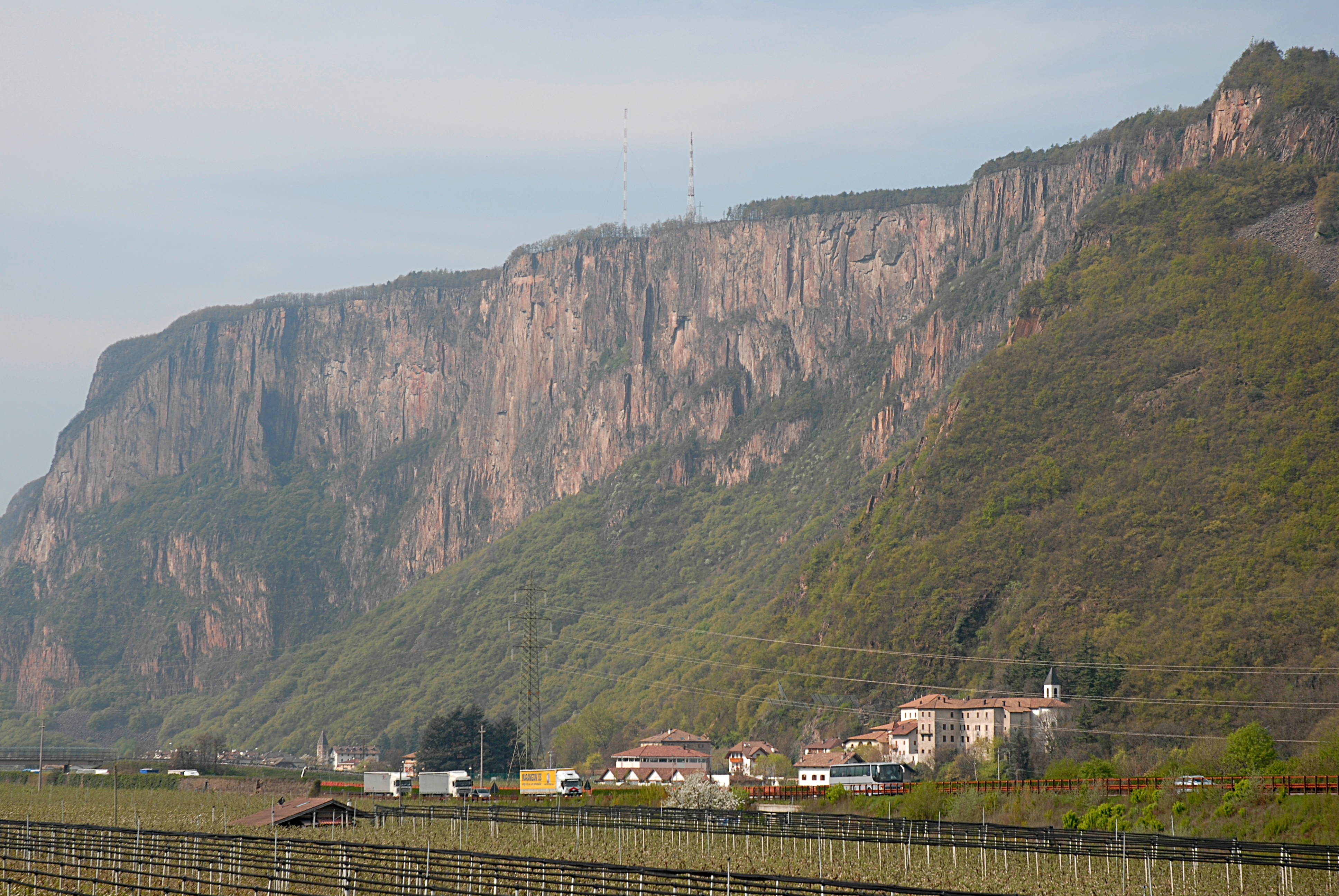
Die Pfattner Wände südlich von Bozen bestehen aus Gesteinen der Auer-Formation

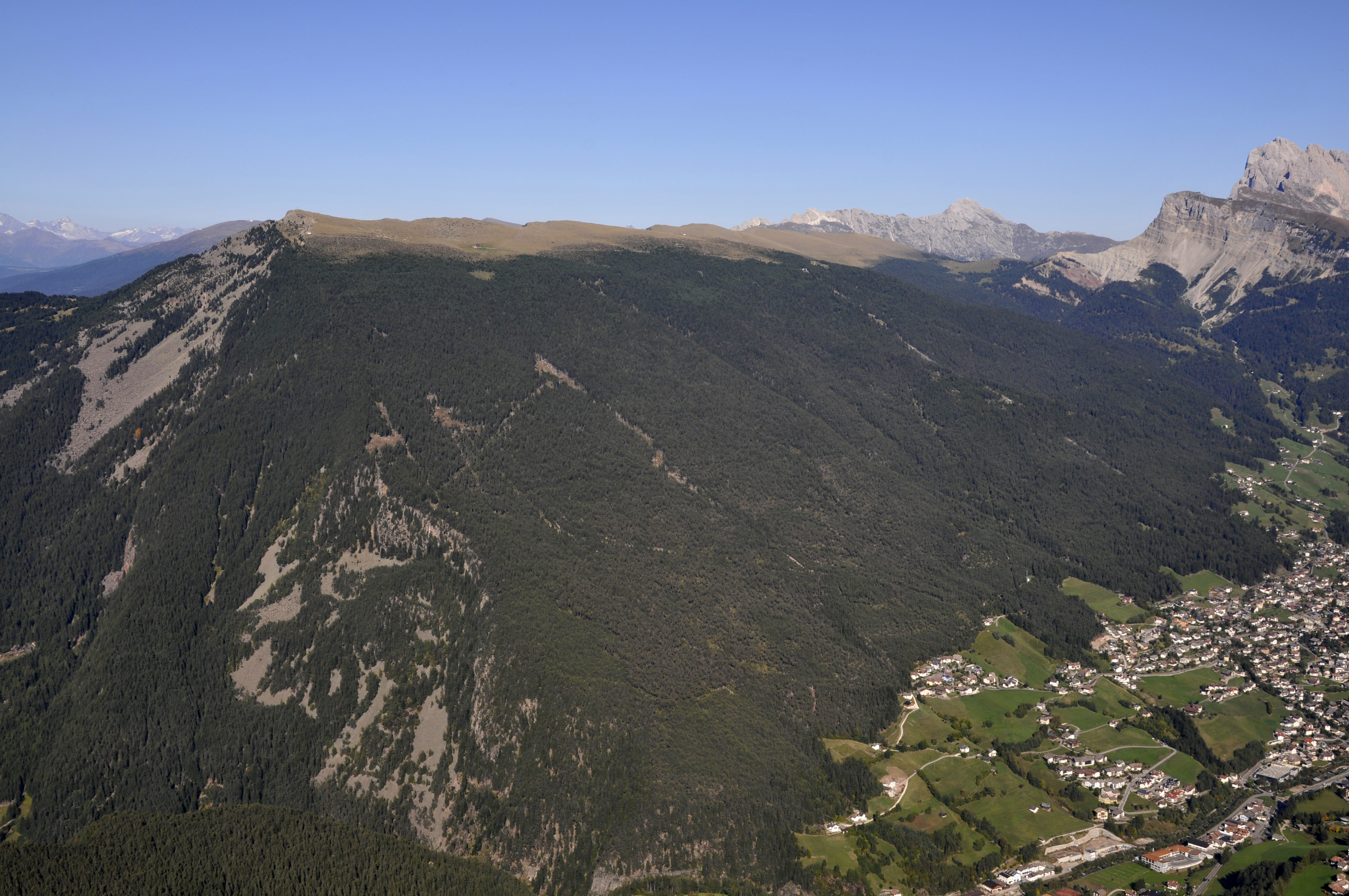
Am Raschötzkamm liegen die Gesteine der Auer-Formation direkt auf kristallinem Grundgebirge

Die Auer-Formation (italienisch Formazione di Stiora), lokal auch Kastelruther Porphyr, ist eine bis zu 600 Meter mächtige Formation in den Südalpen innerhalb der Etschtaler Vulkanit-Gruppe. Sie besteht hauptsächlich aus Ablagerungen von pyroklastischen Strömen.
Die Formation ist nach der Marktgemeinde Auer im Südtiroler Unterland benannt und entstand in der Zeit des Perm vor etwa 277 bis 274 Millionen Jahren am Ende einer etwa zehn Millionen Jahre währenden vulkanischen Periode.

## Beschreibung
Die Auer-Formation besteht vor allem aus Ignimbriten mit rötlich-grauer bis oranger Färbung. Diese Ignimbrite sind Rhyolithe mit etwa 1 bis 3 mm großen Kristalleinsprenglingen von Sanidin, Plagioklas und Quarz, eingebettet in ein felsitisches Fließgefüge. In die Ignimbrite sind Lagen mit Lapilli-Tuffen oder klastische Horizonte eingeschaltet.
Die Formation liegt meist diskordant über älteren Formationen der Etschtaler Vulkanit-Gruppe wie der Andrian-Formation oder der Gries-Formation. Sie kann aber auch direkt dem kristallinen Grundgebirge aufliegen, wie etwa am Raschötzkamm. Überlagert wird die Auer-Formation ebenfalls diskordant von der Gröden-Formation.
Innerhalb der Formation wird der Perdonig-Member unterschieden, dessen Gesteine haben weniger und kleinere Kristalle und mehr Flammen, die ansonsten in der Auer-Formation eher selten sind. Flammen oder italienisch Fiamme sind längliche Körper aus Glas oder dessen Umwandlungsprodukte. Außerdem treten an der Basis grau-schwarze vulkanische Gläser, sogenannte Vitrophyre, auf.
Das sich massig oder dickplattig absondernde Gestein wird auch zu Bauzwecken genutzt.